# Michael Andrew Lee

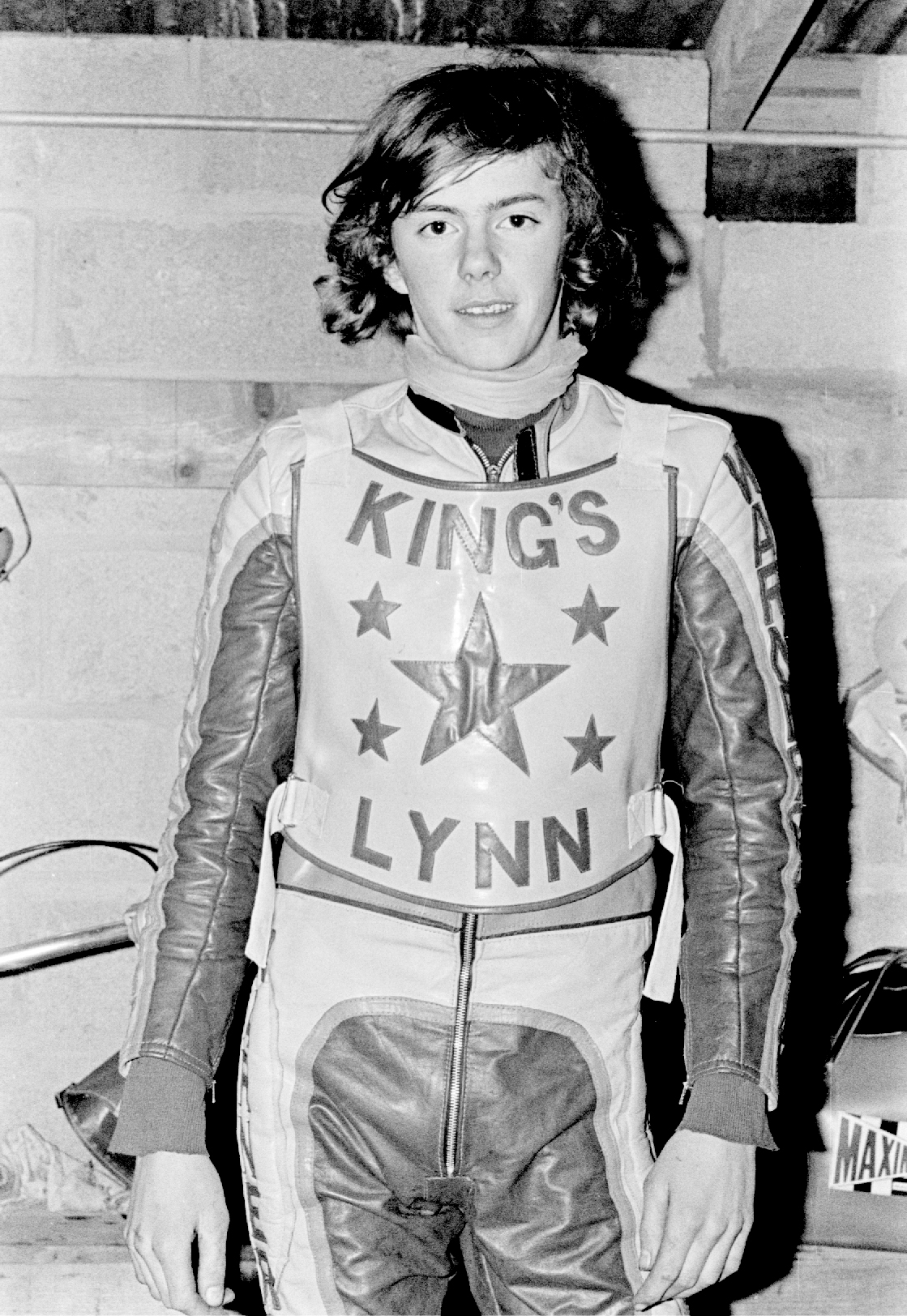
Michael Andrew Lee

Michael "Mike" Lee (* 11. Dezember 1958 in Cambridge, Vereinigtes Königreich) ist ein britischer Speedway- und Langbahnfahrer und Weltmeister von 1980 (Speedway) und Langbahn (1981) bei der Speedway-Einzel-Weltmeisterschaft.
Bereits mit 14 Jahren fuhr er Speedwayrennen, um als 15-Jähriger in der zweiten englischen Liga zu fahren und gewann bereits 1976 die britische Juniorenmeisterschaft.
Mit knapp 19 Jahren stand er 1977 in Göteborg im Einzel-WM Finale und wurde auf Anhieb Vierter, ehe er sich 1980 im selben Stadion den WM-Titel sicherte. 1981 gewann er in Gornja Radgona, im damaligen Jugoslawien und heutigen Slowenien die Langbahn-Weltmeisterschaft. Seinen letzten internationalen Erfolg hatte er mit dem 3. Platz 1983 beim Speedway-WM Finale in Ostfriesland im Motodrom Halbemond.
Lee wurde 2007 wegen Cannabis-Besitz für den eigenen Gebrauch angeklagt, vermied jedoch eine Gefängnisstrafe und wurde für den Besitz von Cannabis und Amphetaminen im Juli 2007 nur zu einer Geldstrafe verurteilt. Am 8. Oktober 2013 wurde erneut gegen ihn eine Anklage erhoben, wegen des Vorwurfes der Vergewaltigung und andere Sexualdelikte.

## Erfolge

### Einzel
- Speedway-Weltmeister: 1980
- Langbahn-Weltmeister: 1981

### Team
- Britische Liga:
- King´s Lynn